# Loano
Loano est une commune de la province de Savone, dans la région Ligurie, en Italie.

## Histoire
C'était le chef-lieu du comté de Loano, un fief impérial, de 1547 à 1770.
Le 23 et 24 novembre 1795 se déroula ici la bataille de Loano, entre les troupes de la République française d'un côté et celles du Saint-Empire et du royaume de Sardaigne de l'autre. Les Français remportèrent la victoire.

## Économie
Loano est une petite ville à forte vocation touristique grâce à ses plages et à son port. Sa population se voit multipliée par quatre ou cinq durant les mois d'été. D'importants travaux ont été entrepris entre les années 1990 et 2000 afin de rénover le bord de mer.
La production agricole est assez satisfaisante grâce à la présence d'exploitations et d'activités liées à ce secteur.

## Administration
| Période                                  | Période  | Identité          | Étiquette           | Qualité |
| ---------------------------------------- | -------- | ----------------- | ------------------- | ------- |
| 30 mai 2006                              | En cours | Angelo Vaccarezza | Maison des libertés |         |
| Les données manquantes sont à compléter. |          |                   |                     |         |

### Hameaux
Verzi.

### Communes limitrophes
Bardineto, Boissano, Borghetto Santo Spirito, Giustenice, Pietra Ligure.

## Personnalités
- Giuseppe Valerga (1819-1872), patriarche latin de Jérusalem ;
- Rosa Raimondi (1776-1852), mère de Giuseppe Garibaldi.